# Valmy
Valmy é uma região censitária no condado de Humboldt, no estado do Nevada, nos Estados Unidos.
Deve o seu nome à batalha de Valmy (20 de setembro de 1792 entre a França e a Prússia). Valmy tem uma usina termoelétrica/central termoelétrica North Valmy Generating Station, pertencente às empresas elétricas NV Energy do estado do Nevada e Idaho Power do estado do Idaho.
Valmy tem estação de correio. Segundo o censo levado a cabo em 2010, Valmy tinha 37 habitantes.

## História
Foi fundada em 1910 pela Southern Pacific Railroad como uma secção, tornou-se Valmy em 24 de 24 de março de 1915. A estação de correio de Stone House, foi trasnferida para Valmy naquela época. Em 1932, Eugene DiGrazia comprou a estação de gasolina, loja, estação de correios o depósito de autocarros/ônibus. 

## Cultura popular
Em agosto de 1977 Eric Meola tirou fotografias a Bruce Springsteen em Valmy, incluindo uma em frante da estação de gasolina de DiGrazia. Em 2010, uma dessas fotografias entrou na capa do álbum de Bruce Springsteen "The Promise". 